# Wilhelm vom Holtz
Wilhelm Gottfried Karl Freiherr vom Holtz (* 21. April 1801 in Ansbach; † 23. Mai 1868 in Alfdorf, Königreich Württemberg) war ein deutscher Jurist und Politiker.

## Leben
Als Sohn eines Guts- und Schloßbesitzers besuchte vom Holtz das Gymnasium Carolinum (Ansbach). Am 1. 1. November 1818 immatrikulierte er sich an der Friedrich-Alexander-Universität Erlangen Rechtswissenschaft. Am 16. Dezember 1818 wurde er im Corps Baruthia recipiert. Er wechselte an die Eberhard Karls Universität und wurde 1822 Mitglied der Burschenschaft Germania Tübingen. Nach dem Examen war er ab 1825 Referendar beim Gerichtshof in Ulm und bei den Oberamtsgerichten in Künzelsau und Leutkirch. 1827 kam er an das Königliche Ministerium der Auswärtigen Angelegenheiten. 1829–1832 war er bei der Königlichen Gesandtschaft Württembergs in München tätig. 1833–1838 und 1864–1868 war er für die Ritterschaft Mitglied der Kammer der Abgeordneten des Württembergischen Landstände. Pauline von Württemberg ernannte ihn 1837 zum Kammerherrn und später zum Oberhofmeister und Hofmarschall. Als Exzellenz wurde er Grundherr auf Alfdorf und Wißgoldingen. 1864 trat er in den Ruhestand.
Er wurde 1844 in der Loge Minerva zum vaterländischen Verein in Köln zum Freimaurer aufgenommen und 1857 in der Freimaurerloge „Zu den 3 Cedern“ in Stuttgart affiliert. Im Johanniterorden gehörte er zu den Gründern der Württembergischen Genossenschaft. Seit 1844 Ehrenritter, wurde er 1858 zum Rechtsritter geschlagen und 1860 zum Ehrenkommendator ernannt. Er saß im Vorstand des Württembergischen Altertumsvereins und engagierte sich in zahlreichen anderen Vereinen.